# Гарибшо Шахбозов (джамоат)

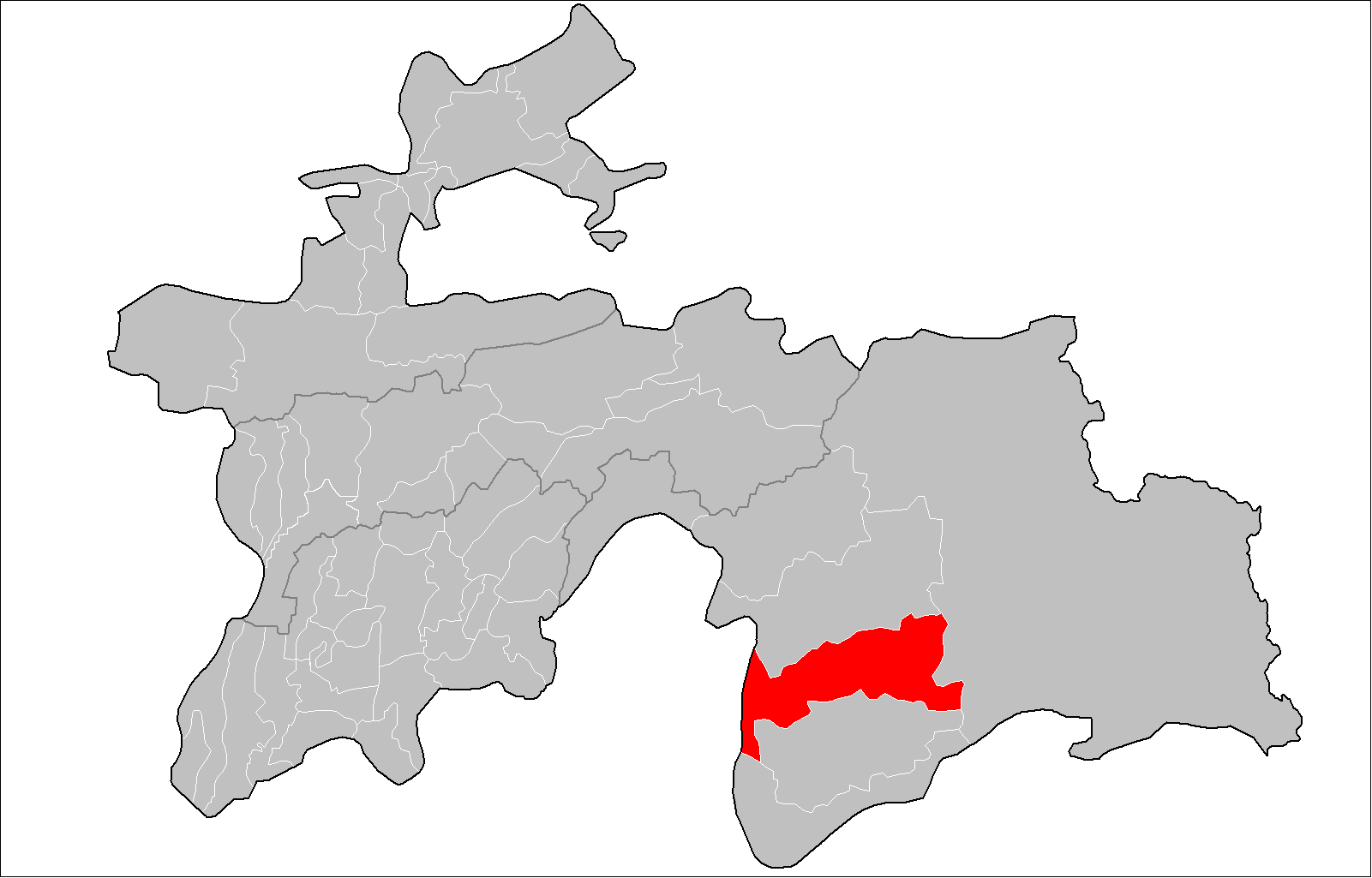
Расположение Шугнанского района в Таджикистане

Расположение Горно-Бадахшанской автономной области в Таджикистане

Джамоат им. Гарибшо Шахбозова (до 2012 г. — джамоат Дарморахт) — джамоат, административно-территориальная единица Шугнанского района Горно-Бадахшанской автономной области Таджикистана. Располагается на правом берегу Пянджа вдоль границы с Афганистаном.

## Селения джамоата
| № | Русское название            | Таджикское название     | Население (01.01.2016) тыс. чел. | Население (01.01.2017) тыс. чел | Площадь тыс. км² | Плотность населения чел./км² |
| - | --------------------------- | ----------------------- | -------------------------------- | ------------------------------- | ---------------- | ---------------------------- |
| 1 | кишлак Гожак                | Гоҷак                   | 0,38                             | 0,39                            | 4,6              | 7,87                         |
| 2 | кишлак Пиш                  | Пиш                     | 0,58                             | 0,59                            | 4,6              | 7,87                         |
| 3 | кишлак Нишусп (админ центр) | Нишусп (маркази ҷамоат) | 0,97                             | 0,98                            | 4,6              | 7,87                         |
| 4 | кишлак Шичозг               | Шиҷозг                  | 0,18                             | 0,19                            | 4,6              | 7,87                         |
| 5 | кишлак Барчадев             | Барчадев                | 0,14                             | 0,15                            | 4,6              | 7,87                         |
|   |                             | Всего                   | 2,25                             | 2,30                            | 4,6              | 7,87                         |

## Известные уроженцы
- Юсуфбеков, Худоер Юсуфбекович (1928-1990) — советский учёный — организатор науки на Памире.
- Тилло Пулоди (1912—1974) — советский, таджикский поэт, "Заслуженный учитель" Таджикской ССР